# Garryales
Garryales is de botanische naam in de rang van orde, van tweezaadlobbige planten: de naam is gevormd uit de familienaam Garryaceae. Een dergelijke orde wordt vrij zelden erkend door systemen van plantentaxonomie.
In het APG II-systeem (2003) bestaat de orde uit:
- orde Garryales
  - familie Eucommiaceae
  - familie Garryaceae

[+ familie Aucubaceae ]

waarbij de familie tussen "[+ ...]" optioneel is.
Dit is een kleine verandering ten opzichte van het APG-systeem (1998) waar de orde de volgende samenstelling had:
- orde Garryales
  - familie Aucubaceae
  - familie Eucommiaceae
  - familie Garryaceae
  - familie Oncothecaceae

Het Cronquist-systeem (1981) kende niet een orde onder deze naam. De familie Garryaceae werd in de orde Cornales geplaatst. De familie Eucommiaceae had zijn eigen orde (Eucommiales). Daarentegen werden Aucuba en verwanten ingedeeld in de kornoeljefamilie (Cornaceae).